# 張大豫
張大豫（4世紀？—387年），前凉王张天锡的世子。

## 生平
淝水之战后，张天锡南奔东晋，前秦长水校尉王穆藏匿了張大豫，与他一起奔河西，依附秃发思复鞬，秃发思复鞬送他们到魏安。魏安人焦松、齐肃、张济等聚兵数千人，迎張大豫为主。386年二月，攻克吕光占据的昌松郡，捉住了太守王世强。吕光使辅国将军杜进进击，杜进兵败，張大豫兵临姑臧（今甘肃武威）。王穆谏曰：“光粮丰城固，甲兵精锐，逼之非利；不如席卷岭西，砺兵积粟，然后东向与之争，不及期年，光可取也。”张大豫不从，自号抚军将军、凉州牧，改元鳳凰，以王穆为长史，传檄郡县，建康太守李隰、祁连都尉严纯皆起兵响应，有众三万，据守杨坞。张大豫从杨坞改屯姑臧城西，王穆和秃发思复鞬子秃发奚于帅众三万屯守城南；吕光出击，斩秃发奚于。387年，张大豫从西郡攻入临洮，掠民五千余户，保据俱城。吕光率领彭晃、徐炅攻张大豫，张大豫奔广武，王穆奔建康。八月，广武人押解张大豫送到姑臧，吕光斩张大豫。

## 家族列表

### 父母及兄弟
- 父親 张天锡
- 母親  左夫人焦氏

## 引用
1. ↑  司馬光.  . 维基文库.「〔太元十一年二月〕初，張天錫之南奔也，秦長水校尉王穆匿其世子大豫，與俱奔河西，依禿髮思復鞬，思復鞬送魏安。魏安人焦松、齊肅、張濟等聚兵數千人迎大豫為主，攻呂光昌松郡，拔之，執太守王世強。光使輔國將軍杜進擊之，進兵敗，大豫進逼姑臧。王穆諫曰：『光糧豐城固，甲兵精銳，逼之非利；不如席卷嶺西，礪兵積粟，然後東向與之爭，不及期年，光可取也。』大豫不從，自號撫軍將軍、涼州牧，改元鳳凰，以王穆為長史，傳檄郡縣，使穆說諭嶺西諸郡，建康太守李隰、祁連都尉嚴純皆起兵應之，有眾三萬，保據楊塢。……〔五月〕張大豫自楊塢進屯姑臧城西，王穆及禿髮思復鞬子奚于帥眾三萬屯于城南；呂光出擊，大破之，斬奚于等二萬餘級。……〔十一月〕張大豫自西郡入臨洮，掠民五千餘戶，保據俱城。」
2. ↑  司馬光.  . 维基文库.「〔太元十二年七月〕呂光將彭晃、徐炅攻張大豫于臨洮，破之。大豫奔廣武，王穆奔建康。八月，廣武人執大豫送姑臧，斬之。」